# Bóng đá tại Việt Nam
Bóng đá tại Việt Nam do Liên đoàn bóng đá Việt Nam (VFF) điều hành. Liên đoàn quản lý các đội tuyển bóng đá quốc gia Việt Nam bao gồm các đội tuyển nam và đội tuyển nữ. Cơ quan này cũng chịu trách nhiệm về các giải bóng đá quốc gia bao gồm cả V.League 1, giải bóng đá vô địch quốc gia chuyên nghiệp hàng đầu của Việt Nam.
Bóng đá theo chân người Pháp du nhập vào Việt Nam vào năm 1896 dưới thời Pháp thuộc. Đầu tiên, bộ môn thể thao này phát triển ở xứ thuộc địa trực trị của Pháp là Nam Kỳ (miền Nam ngày nay), sau đó thì dần dần lan ra Bắc Kỳ (miền Bắc ngày nay) và Trung Kỳ (miền Trung ngày nay).
Khi Việt Nam bị chia cắt thành hai vùng tập kết quân sự ở miền Bắc và miền Nam từ năm 1954 đến năm 1976, hai đội tuyển quốc gia đã tồn tại song song: đội tuyển Quốc gia Việt Nam Dân chủ Cộng hòa (miền Bắc) và đội tuyển Quốc gia Việt Nam Cộng hòa (miền Nam). Đội tuyển miền Bắc Việt Nam không hoạt động nhiều, hầu như chỉ thi đấu ở các nước xã hội chủ nghĩa khác trong khoảng thời gian từ năm 1956 đến năm 1966, trong khi đội tuyển Việt Nam Cộng hòa đã tham dự hai vòng chung kết Asian Cup đầu tiên và đều cán đích ở vị trí thứ tư khi giải chỉ có 4 đội tham dự.

## Lịch sử

### 1896–1954: Giai đoạn khởi đầu và phát triển của bóng đá Việt Nam

#### Tại miền Nam của Việt Nam

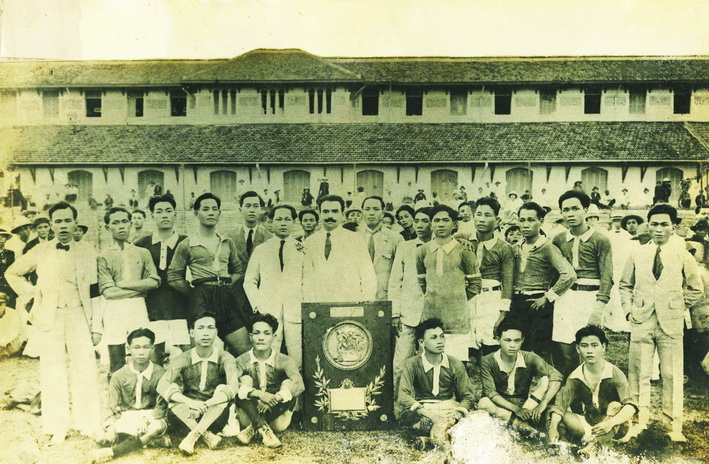
Bóng đá Việt Nam thời kỳ sơ khai. Trong ảnh là các cầu thủ Nam Kỳ thuộc Pháp (miền nam Việt Nam ngày nay) và các viên chức thực dân Pháp tại giải đấu Championnat de Cochinchine, những năm 1920.

Những người chơi bóng đầu tiên ở Sài Gòn là những công chức, thương gia hay binh lính người Pháp vào năm 1896, sau đó một số ít người Việt cũng bắt đầu tham gia. Họ tập hợp thành một câu lạc bộ, lấy tên là Cercle Sportif Saigonnais (tiếng Việt: Câu lạc bộ Thể thao Sài Gòn; nay là Cung Văn hóa Lao động Thành phố Hồ Chí Minh). Quả bóng bầu dục xuất hiện lúc đầu được thay hẳn bằng bóng tròn; sân chơi là công viên thành phố, còn gọi là Jardin de la Ville, nay là Công viên Tao Đàn.
Năm 1905, đội bóng của chiến hạm Anh mang tên King Alfred ghé thăm Sài Gòn, và đã đấu giao hữu với một đội gồm những cầu thủ người Pháp và Việt. Đây được coi là trận bóng quốc tế đầu tiên tại Việt Nam.
Năm 1906, E. Breton, một Ủy viên Pháp trong Hội Liên hiệp Thể thao Pháp (tiếng Pháp: L'Union des Sociétés Francaises des Sports Athlétiques) đem luật bóng đá sang Việt Nam phổ biến, và trong vai trò hội trưởng, ông đã chấn chỉnh lại Cercle Sportif Saigonnais theo cách tổ chức của các câu lạc bộ bóng đá bên Pháp. Nhiều câu lạc bộ khác theo đó thành lập và hoạt động như: Infanterie, Saigon Sport, Athletic Club, Stade Militaire, Taberd Club... Các giải bóng đá cũng bắt đầu được tổ chức từ đó. Đội Cercle Sportif Saigonnais do được tổ chức, huấn luyện chuẩn mực nên đã liên tiếp thắng những mùa giải trong các năm 1907, 1909, 1910, 1911, 1912, 1916...
Nhiều người Việt nắm được luật và kỹ thuật bóng đá nên tự lập đội bóng của mình. Hai đội bóng Việt Nam đầu tiên thành lập năm 1907 là Gia Định Sport (Giadinh Sport) do các ông Ba Vẻ, Phú Khai dẫn dắt và đội thứ hai là Ngôi sao Xanh (Étoile Bleue) của ông huyện Nguyễn Đình Trị, về sau hợp nhất lại thành đội Ngôi sao Gia Định (Étoile de Giadinh). Ngày 20 tháng 7 năm 1908, tờ Lục tỉnh tân văn đưa tin trận cầu giữa hai đội bóng thuần cầu thủ Việt diễn ra. Trước năm 1920, đội Ngôi sao Gia Định đã thắng tất cả các đội bóng kể cả đội Cercle Sportif Saigonnais của ông Breton (1917), giành Cúp vô địch.
Ngoài ra còn có các đội như: Victoria Sportive, Commerce Sport, Jean Comte, Sport Cholonaise, Khánh Hội Sport, Tân Định Sport, Gò Vấp, Hiệp Hoà, Chợ Quán, Phú Nhuận, Đồng Nai, Enfants de Troupe...; ở các tỉnh thì có những đội Thủ Dầu Một, Cần Thơ, Sóc Trăng, Sa Đéc, Gò Công, Châu Đốc, Mỹ Tho...
Sân bãi cũng được phát triển thêm như sân Citadelle (tức sân Hoa Lư), sân Renault (tức Sân vận động Thống Nhất); sân Fourières (ở Bà Chiểu, gần lăng Lê Văn Duyệt), sân Mayer (góc đường Võ Thị Sáu - Trần Quốc Thảo), sân Marine (ở gần Trung tâm Mắt Thành phố Sài Gòn)...
Sau đó, giới hâm mộ và những nhà dẫn dắt hợp tác thành lập một Tổng cuộc Bóng đá riêng cho người Việt, bầu ông Nguyễn Đình Trị làm Trưởng ban Trị sự, và mua đất làm sân riêng. Lúc ấy đã có một Tổng cuộc Bóng đá do người Pháp chủ trì, nên việc hợp tác giữa hai Tổng cuộc không thể thực hiện, nhưng hai bên vẫn hợp tác tổ chức những cuộc thi đấu, như giải Vô địch Nam Kỳ. Trong trận đấu giữa Cercle Sportif Saigonnais và Ngôi sao Gia Định năm 1925 trên sân vân động Saigon Pérstips Córble, một trọng tài người Pháp đã đuổi cầu thủ Paul Thi ra khỏi sân, khiến cầu thủ này của đội Ngôi sao Gia Định bị treo giò vĩnh viễn làm cho việc hợp tác thêm khó khăn. Giải Vô địch Nam Kỳ bị gián đoạn trong nhiều năm và bắt đầu lại năm 1932, với 6 đội người Việt và 3 đội người Pháp.
Giai đoạn 1925-1935, đội Ngôi sao Gia Định được biết đến với nhiều danh thủ như: Sách, Thơm, Nhiều, Quý, Tịnh, Xường, Trung, Thi, Tư Bá, Gia Vi, Mùi, Tiếc, Rớt, Xơi, Cọp, Tài, Út, Danh, Giỏi, Quang, Sớm,... Trong thời gian này, có khoảng 29 giải bóng đá đủ loại được tổ chức, đội Ngôi sao Gia Định đăng quang 8 lần, số còn lại chia đều cho các đội Victoria, Khánh Hội, Cercle Sportif Saigonnais, Jean Comte, Auto - Hall (Nam), Commerce Sport, Thủ Dầu Một, Biên Hòa...
Giai đoạn 1945-1954, đội Ngôi sao Gia Định có thêm những cầu thủ như: Maurice Tài, Cón, Lý Đức, Dương Văn Quới (Trụ Đồng), Hiếu, Thọ Hai, Tư (Mũi tên Vàng Đông Dương), Dương Bạch Mai, Mỹ (Cọp Đông Nam Á), Đỗ Quang Thách (thuật sỹ bóng đá), Thọ Ve, Bùi Nghẻn, Khê, Đặng Khải,...
Vào năm 1928, một đội bóng từ Việt Nam được cử đi du đấu ở Singapore.[2] Ngoài các giải, cúp được tổ chức tại Sài Gòn và ở các tỉnh, Tổng cuộc Bóng đá An Nam còn tổ chức tiếp đón những đội bóng nước ngoài và cử đội tuyển đi thi đấu tại Thái Lan, Campuchia, Malaysia,...

#### Tại Bắc Kỳ và Trung Kỳ
Bóng đá xuất hiện ở Bắc Kỳ vào khoảng năm 1906-1907. Báo thời đó đề cập năm 1909, hai đội Lê Dương Đáp Cầu (Legion Đáp Cầu) và Olympique Hải Phòng đã thi đấu với nhau. Trận đầu đội Olympique Hải Phòng thắng 2-1 nhưng ở lần sau đội Lê Dương Đáp Cầu đã thắng lại đội Olympique Hải Phòng 8-1 trên sân vận động Hải Phòng.
Tại Hà Nội, tháng 2 năm 1912, Câu lạc bộ Bóng đá Hà Nội (Stade Hanoien) ra đời, gồm các cầu thủ người Việt và một số người Pháp như Menin, Megy, Bernard, Bonardi... Còn về phía quân đội Pháp thì có các đội như Trung đoàn Bộ binh Thuộc địa (Régiment d'Infanterie Coloniale, RIC), Ngôi Sao Xanh (Étoile Bleue), Lê Dương Đáp Cầu, Lê Dương Việt Trì... Ngày 1 tháng 11 năm 1913, đội Câu lạc bộ Bóng đá Hà Nội đá với Trung đoàn Bộ binh Thuộc địa, kết quả đội bộ binh Pháp thắng 5-3.
Những năm 1910-1920, các đội bóng ở Bắc Kỳ phát triển nhưng các trận đấu thường diễn ra ở các bãi trống, như các ngã ba, ngã tư phố vắng... Về sau, đội Chớp Nhoáng (Eclair) và Câu lạc bộ Bóng đá Hà Nội mới hợp tác lập ra sân Nhà Dầu (gần cầu Long Biên). Còn sân Manzin (nay là sân Cột Cờ) do Quân đội Pháp quản lý và dùng cho các giải đấu chính thức.
Giai đoạn 1930-1940, Hà Nội có các đội bóng như: Chớp Nhoáng (do Trần Văn Quý đứng đầu), Câu lạc bộ Bóng đá Hà Nội, Racing Club, Lạc Long Ngọn giáo (La Lance), Hoả Xa (Usaga), Trường Bưởi (Chu Văn An hiện nay), Đại học (Université Club), Ngân hàng, Ô-tô Han (Auto Hall). Hải Phòng có các đội Voi vàng Đất cảng, Olympique Hải Phòng, Mũi Tên (La Flèche), Radium (Trung học), Thanh niên Bắc Kỳ (La Jeunesse Tonkinoise). Nam Định có đội Hồng Bàng; Phủ Lý có đội Phủ Lý Thể thao; Lạng Sơn có đội Le Semeur.
Miền Trung Việt Nam có các đội như ASNA (Vinh); Sept (Huế); Touranne (Đà Nẵng) và Faifo (Hội An).

### 1954–1976: Giai đoạn chia cắt của bóng đá hai miền Việt Nam
Việt Nam có đội tuyển bóng đá cấp quốc gia đầu tiên vào năm 1947 dưới danh nghĩa là Quốc gia Việt Nam. Cho đến năm 1954, sau khi hiệp định Genève được ký kết, phong trào bóng đá ở cả hai miền mới được phục hồi và phát triển trở lại nhưng bị chia cắt thành 2 vùng tập kết quân sự, bóng đá 2 miền từ đó cũng bị chia cắt cho đến 1976.
Từ năm 1955, Việt Nam Dân chủ Cộng hòa đã có giải vô địch bóng đá quốc gia với tên gọi giải Hòa Bình do Nha Thể dục Trung ương tổ chức. Ngay từ khi bắt đầu, giải đấu đã có 2 hạng gồm A và B. Từ 1956, giải có tên chính thức là giải bóng đá Hạng A toàn quốc..
Năm 1961, Hội Bóng Đá Việt Nam (VFA), tiền thân của Liên đoàn bóng đá Việt Nam được thành lập. Giải được tổ chức liên tục đến năm 1975 bất chấp tình trạng đất nước chiến tranh. Tính tới hết mùa giải 1976, Thể Công và Công an Hải Phòng là hai đội thành công nhất với 10 chức vô địch mỗi đội, xen giữa là 2 chức vô địch duy nhất của Công an Hà Nội năm 1962 và 1964. Theo lời kể của Tổng thư ký VFF Trần Bảy, có những trận bóng ở miền Bắc phải tổ chức ở miệng hầm và cạnh hố bom. Nhiều lúc cầu thủ đang thi đấu thì máy bay đến ném bom, có những trận đấu dang dở đến 5, 7 lần và có những trận cầu thủ hai bên đá mãi vẫn chưa đủ 90 phút theo luật FIFA. Thậm chí, có trận đấu đá được 80 phút nhưng có sự cố làm gián đoạn thì kết quả đến phút 80 được công nhận.
Ở miền Nam cũng có hệ thống giải đấu quốc nội riêng song song với Việt Nam Dân chủ Cộng hoà, bắt đầu từ năm 1961 đến 1975. Theo các thống kê quốc tế, giải đấu ở miền Nam được ghi nhận đã tổ chức được 3 mùa giải. Bóng đá nội địa ở miền Nam không phát triển bằng miền Bắc khi riêng số đội bóng ở Hà Nội (7 câu lạc bộ) đã nhiều hơn toàn bộ số đội bóng ở miền Nam (5 câu lạc bộ). Thậm chí tại Hải Phòng có tới 10 câu lạc bộ hoạt động cùng lúc ở các hạng đấu khác nhau. Do số lượng đội bóng ít nên giải quốc nội ở miền Nam không có sự phân hạng như ở miền Bắc.

#### Miền Bắc Việt Nam
Tại miền Bắc Việt Nam, giải vô địch quốc gia mang tên Hòa Bình bắt đầu được tổ chức vào năm 1955. Thể Công là câu lạc bộ đầu tiên vô địch giải đấu. Từ 1956, giải có tên chính thức là giải bóng đá Hạng A miền Bắc. Giai đoạn 1976-1979, sau khi đất nước thống nhất, giải có tên chính thức là giải Hạng A Quốc gia. Giải đấu được tổ chức liên tục bất chấp tình trạng chiến tranh.
Đội bóng đá Thể Công, tiền thân của Câu lạc bộ bóng đá Viettel hiện nay, được Quân đội Nhân dân Việt Nam thành lập ngày 23 tháng 9 năm 1954 và là đội bóng thành công nhất giải Hạng A Quốc gia với 13 lần đoạt chức vô địch, trong đó có 9 chức vô địch liên tiếp giai đoạn 1971-1979. Câu lạc bộ Công an Hải Phòng, tiền thân của Câu lạc bộ Hải Phòng hiện nay, được thành lập năm 1952 là câu lạc bộ thành công thứ hai với 11 chức vô địch.
Năm 1960, đội tuyển Việt Nam Dân chủ Cộng hòa (với thành phần bao gồm cầu thủ của Trường Huấn luyện quốc gia và đội Thể Công) được sự giúp đỡ của các chuyên gia Liên Xô, Trung Quốc, Đức... đã thi đấu ở các giải GANEFO (Indonesia, 1963) và GANEFO Châu Á (Campuchia, 1966).
Những cầu thủ nổi tiếng của giai đoạn này gồm có: Thọ, Long, Phàn, Ngọc, Chính, Vinh, Từ Hiển, Trần Hùng (Hùng "xồm"), Khánh, Giáp, Thế Anh...

#### Miền Nam Việt Nam
Tại miền Nam Việt Nam, năm 1954, đội Ngôi sao Gia Định giải tán, nhóm cầu thủ về đầu quân cho đội AJS (Association de la Jeunesse Sportive) hoặc đội Cảnh Sát. Đội AJS, đội Cảnh Sát, đội Tổng Tham mưu (của Quân lực Việt Nam Cộng hòa) và đội Quan Thuế là bốn trong số các câu lạc bộ thống trị bóng đá miền Nam cho đến năm 1975.
Đội tuyển quốc gia Việt Nam Cộng hòa là một trong 4 đội lọt vào vòng chung kết giải vô địch châu Á năm 1960. Ngoài ra, đội từng đoạt huy chương vàng môn bóng đá tại SEAP Games 1959 và, dưới sự hướng dẫn của huấn luyện viên Karl-Heinz Weigang người Đức, đoạt Cúp Merdeka lần thứ 10 năm 1966. Sau khi Chính phủ Việt Nam Cộng hòa sụp đổ, Cộng hòa Miền Nam Việt Nam kế tục một cách lâm thời cho đến khi tái thống nhất hòa bình với miền Bắc, trong đó có bóng đá trước khi đất nước Việt Nam thống nhất chính thức vào ngày 2 tháng 7 năm 1976.
Sau ngày 30 tháng 4 năm 1975, hơn 100 cầu thủ giỏi của miền Nam đã chọn cách ở lại để tiếp tục cống hiến với bóng đá. Không lâu sau đó, Ủy ban Quân quản Sài Gòn - Gia Định đã quyết định tổ chức một hoạt động thể thao kỷ niệm 85 năm ngày sinh của Chủ tịch Hồ Chí Minh vào ngày 20 tháng 5 năm 1975. Ngay lập tức, ở Sài Gòn đã hình thành hơn chục đội bóng đá và qua sàng lọc đã xuất hiện 6 đội bóng mạnh như Hải quan, Ngân hàng, Cảng Sài Gòn, Công nhân hóa chất, Tổng cục Vật tư, Lương thực Thực phẩm. Ngày 2 tháng 9 năm 1975, nhân dịp Quốc khánh, Sở Thể dục Thể thao TP. Hồ Chí Minh đã tổ chức trận giao hữu đầu tiên sau ngày thống nhất giữa hai đội Hải quan và Ngân hàng.

### 1976–1991: Giai đoạn bóng đá Việt Nam thống nhất và khó khăn
Ngày 7 tháng 11 năm 1976, trận đấu đầu tiên giữa một đội bóng miền Nam và một đội bóng miền Bắc diễn ra giữa hai đội Cảng Sài Gòn và Tổng cục Đường sắt, đặt dấu mốc cho sự thống nhất chính thức giữa bóng đá hai miền Nam - Bắc. Trong trận đấu này, Tổng cục Đường sắt thắng 2-0, với chiến thuật 4-3-3 đang thịnh hành tại Châu Âu khác với sơ đồ 4-2-4 phổ biến ở bóng đá miền Nam thập niên 60 vốn có nhiều trận đấu quốc tế hơn. Trong không khí cuồng nhiệt và thiêng liêng, 25.000 khán giả đã bật đứng dậy vỗ tay vang dội và hát bài "Như có Bác trong ngày đại thắng" khi hai đội bước ra sân thi đấu. Do thiếu chỗ ngồi nên nhiều khán giả đã tràn ra cả đường piste, những người không may mắn có vé vào sân phải nghe tường thuật qua sóng radio.
Sau khi đất nước thống nhất về mặt nhà nước vào năm 1976, các đội bóng được chia thi đấu theo khu vực: miền Bắc với giải Hồng Hà, miền Trung với giải Trường Sơn và miền Nam với giải Cửu Long. Các đội vô địch mỗi khu vực sẽ thi đấu tại Hà Nội để chọn đội vô địch, còn các đội đứng cuối sẽ gặp nhau để tìm đội xuống hạng. Tại mùa giải đầu tiên do Hội Bóng đá Việt Nam (tiền thân của Liên đoàn bóng đá Việt Nam hiện nay) tổ chức vào năm 1980, thể thức thi đấu được xây dựng trên cơ sở kết quả mùa giải 1979 (giải phân hạng để sắp xếp lại hệ thống thi đấu), bao gồm 8 đội mạnh nhất của giải Hồng Hà, 2 đội của giải Trường Sơn và 8 đội của giải Cửu Long; các đội còn lại đá ở hạng A2. Đây chính là tiền đề để xây dựng Giải bóng đá chuyên nghiệp Việt Nam sau này.
Trong những năm 1976-1991, nền kinh tế - xã hội của Việt Nam đứng trước nhiều thách thức khi vừa phải khắc phục hậu quả chiến tranh, vừa phải giải quyết các cuộc xung đột với Cộng hoà Nhân dân Trung Hoa ở biên giới phía Bắc và quân Khmer Đỏ (Campuchia) ở biên giới Tây Nam, và vừa phải đương đầu với chế độ bao cấp yếu kém và lạc hậu. Sự phát triển của nền bóng đá Việt Nam vì thế cũng bị trì trệ trong giai đoạn này. Các câu lạc bộ phần lớn trong tình trạng thiếu thiếu thốn điều kiện hậu cần và cơ sở vật chất, phương tiện đi lại cũng rất khó khăn nhưng vẫn tham gia các giải quốc nội đầy đủ, khán giả vẫn đến sân cổ vũ nhiệt tình và tỷ lệ sân kín khán giả rất cao. Mặc dù các giải đấu trong nước vẫn diễn ra đều đặn nhưng đội tuyển quốc gia thời gian này lại không tham gia các giải đấu quốc tế và khu vực. Tuy nhiên, bóng đá cấp câu lạc bộ vẫn có sự giao lưu trong nội bộ khối xã hội chủ nghĩa, đáng chú ý là Thể Công với vị trí thứ ba tại giải SKDA (giải đấu dành cho các đội bóng thuộc lực lượng vũ trang các nước xã hội chủ nghĩa) vào năm 1989.
Năm 1989, khi Việt Nam bắt đầu công cuộc cải cách Đổi Mới mang tính cách mạng, một liên đoàn bóng đá mới được thành lập. Sau ba tháng chuẩn bị, tháng 8 năm 1989, Đại hội lần thứ nhất của liên đoàn bóng đá mới đã diễn ra tại Hà Nội, tuyên bố thành lập Liên đoàn bóng đá Việt Nam. Trịnh Ngọc Chữ, Thứ trưởng Bộ Văn hóa, Thể thao và Du lịch, được bầu làm chủ tịch liên đoàn.

### 1991–nay: Giai đoạn bóng đá Việt Nam đổi mới và tái phát triển

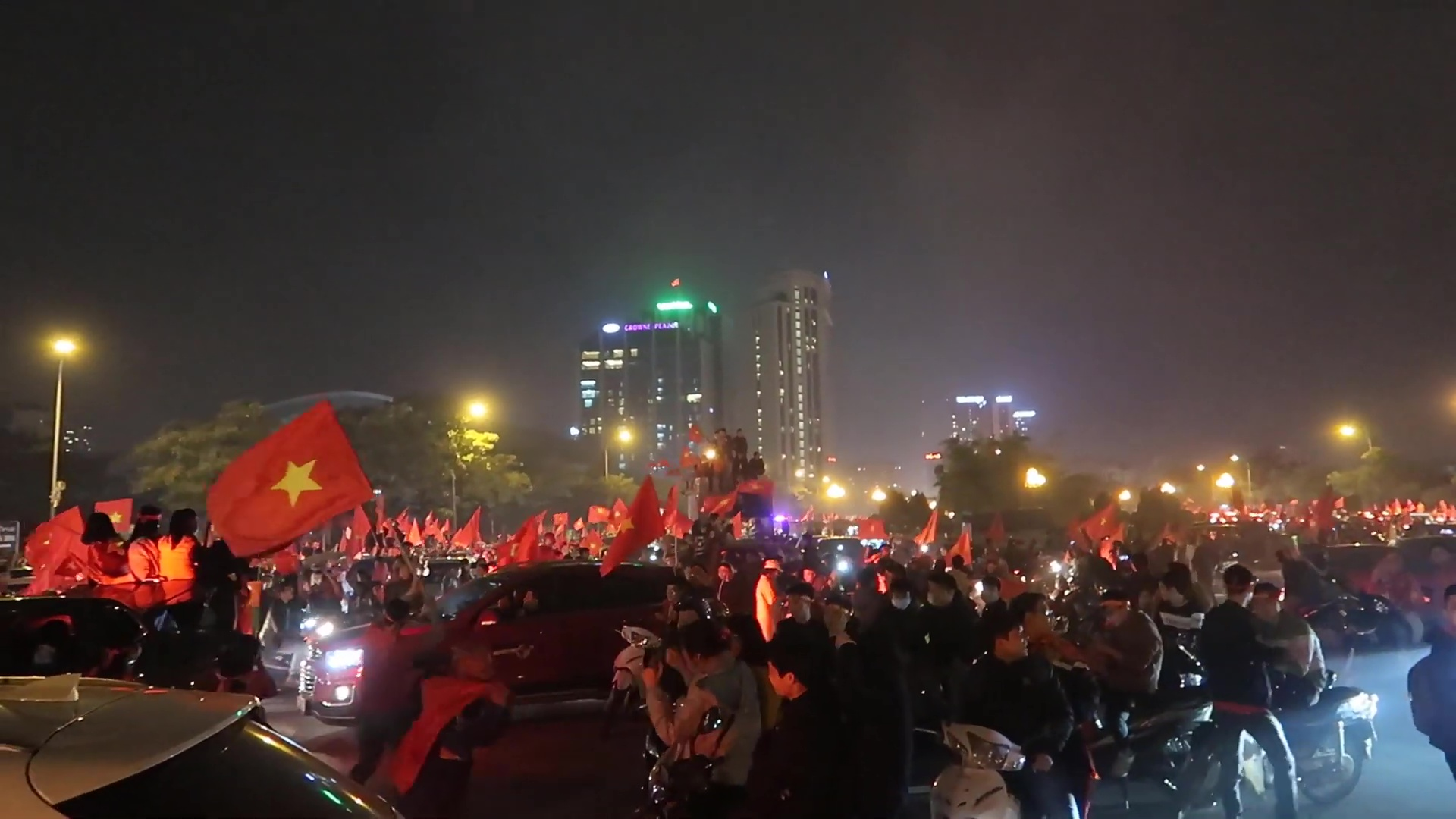
Người hâm mộ bóng đá Việt Nam đi bão chúc mừng đội tuyển quốc gia Việt Nam vô địch AFF Cup 2018.

Sau thống nhất, tới năm 1991, Việt Nam mới bắt đầu cử đội tuyển quốc gia đại diện cho môn bóng đá đi thi đấu quốc tế. Trận đấu quốc tế đầu tiên của đội tuyển Việt Nam thống nhất là trận hòa 2–2 trước Philippines tại Đại hội Thể thao Đông Nam Á 1991. Trong những năm 1990 và 2000, bóng đá ở Việt Nam không có nhiều thành công, nguyên nhân chủ yếu là do thiếu sự đầu tư. Các vụ bê bối đã xảy ra, đặc biệt là vấn nạn dàn xếp tỉ số.
Mặc dù vậy, Việt Nam cũng đã có những lần gây chú ý, như tại AFC Asian Cup 2007 khi họ là đội chủ nhà duy nhất giành vé vào tứ kết. Một năm sau, Việt Nam vô địch AFF Cup 2008, đánh dấu một thời kỳ thành công của bóng đá Việt Nam. Sau đó là giai đoạn bóng đá Việt Nam sa sút mạnh mẽ, khi không thể lọt vào vòng chung kết 3 cúp châu Á liên tiếp và thất bại tại 4 kỳ AFF Cup tiếp theo. Trong khi đó, đội tuyển Olympic thi đấu không tốt ở các kỳ Á vận hội và Đông Nam Á vận hội. Mãi đến năm 2016, Việt Nam có hai đội bóng liên tiếp giành quyền tham gia hai giải đấu cấp thế giới, đó là Futsal World Cup 2016 (futsal) và U-20 World Cup 2017 (U-19).
Sau thất bại của U-22 Việt Nam tại SEA Games 29, bóng đá Việt Nam bắt đầu gặt hái những thành công vang dội, đặc biệt là từ khi Park Hang-seo làm huấn luyện viên trưởng đội tuyển quốc gia. Đầu năm 2018, đội tuyển bóng đá U-23 Việt Nam đã lập nên kỳ tích tại Giải vô địch U-23 châu Á 2018 khi giành huy chương bạc sau khi để thua Uzbekistan trong trận chung kết. Cùng năm đó, Thái Sơn Nam đã giành được huy chương bạc tại Giải vô địch bóng đá trong nhà các câu lạc bộ Futsal châu Á 2018 sau khi để thua Mes Sungun của Iran trong trận chung kết. Đội tuyển Olympic, với phần lớn các cầu thủ đã thi đấu tại Giải vô địch U-23 vào đầu năm, đã giành vị trí thứ tư của Đại hội Thể thao châu Á 2018 sau khi thua 1–3 trước Hàn Quốc trong trận bán kết và thua UAE ở loạt sút luân lưu trong trận tranh huy chương đồng. Ngày 15 tháng 12 năm 2018, đội tuyển quốc gia Việt Nam đã giành được chức vô địch AFF Suzuki Cup 2018 sau khi đánh bại Malaysia với tổng tỷ số 3–2, qua đó lần thứ hai lên ngôi vô địch Đông Nam Á sau năm 2008.
Với hầu hết các cầu thủ trẻ, Việt Nam đã tạo nên cơn sốt ở AFC Asian Cup 2019, khi đội tuyển quốc gia lọt vào tứ kết và bị đội á quân sau đó Nhật Bản đánh bại với tỷ số 0–1. Sau đó, tại Đại hội Thể thao Đông Nam Á 2019, Việt Nam đã giành được huy chương vàng đầu tiên ở môn bóng đá nam từ năm 1959.
Tại vòng loại thứ hai World Cup 2022 khu vực châu Á, Việt Nam vào bảng G cùng với ba đối thủ Đông Nam Á khác là Thái Lan, Malaysia và Indonesia bên cạnh Các Tiểu vương quốc Ả Rập Thống nhất (UAE). Việt Nam kết thúc vòng loại thứ hai với 17 điểm, đứng thứ 2 sau UAE (18 điểm) và lần đầu tiên giành vé vào vòng loại thứ ba, cũng như tự động vượt qua vòng loại AFC Asian Cup 2023 với tư cách là một trong năm đội nhì có thành tích tốt nhất. Tại vòng loại thứ ba World Cup 2022 khu vực châu Á, Việt Nam nằm ở bảng B cùng Nhật Bản, Úc, Ả Rập Xê Út, Trung Quốc và Oman. Đội tuyển kết thúc vòng ba với 1 trận thắng, 1 trận hòa và 8 trận thua, giành được 4 điểm và đứng cuối bảng, không thể giành quyền tham dự vòng chung kết World Cup 2022.
Đội tuyển futsal quốc gia Việt Nam lọt vào vòng chung kết FIFA Futsal World Cup 2021 và dừng chân tại vòng 16 đội khi để thua Nga với tỷ số 2–3, trở thành đại diện đầu tiên của bóng đá Việt Nam vượt qua 2 giải đấu liên tiếp do FIFA tổ chức.
Với việc là câu lạc bộ xếp thứ nhất tại V-League 2021, Hoàng Anh Gia Lai đã giành vé tham dự AFC Champions League 2022. Tại đây Hoàng Anh Gia Lai đã để thua 3 trận, hòa 2 trận và thắng 1 trận, qua đó dừng chân tại vòng bảng AFC Champions League 2022.
Tại Đại hội Thể thao Đông Nam Á 2021, Đội tuyển nữ Việt Nam và Đội tuyển U-23 Việt Nam đã bảo vệ thành công tấm huy chương vàng tại SEA Games 30 sau chiến thắng lần lượt trước Đội tuyển nữ Thái Lan và Đội tuyển U-23 Thái Lan cùng với tỉ số 1–0.
Tại AFF Cup 2022, Đội tuyển Việt Nam đã không thể bảo vệ thành công chức vô địch khi hoà 2–2 ở trận chung kết lượt đi trên sân nhà Mỹ Đình và thua 1–0 ở trận chung kết lượt về trên sân Thammasat. Đây cũng là giải đấu cuối cùng mà huấn luyện viên Park Hang-seo dẫn dắt đội tuyển quốc gia Việt Nam.
Đội tuyển U-22 Việt Nam chỉ giành được huy chương đồng tại SEA Games 32 sau khi thua 3–2 trước Indonesia tại bán kết và thắng 3–1 Myanmar ở trận tranh hạng ba, trong khi đó Đội tuyển nữ Việt Nam tiếp tục vô địch SEA Games lần thứ 8 sau khi thắng 2–0 trước Myanmar tại trận chung kết.
Với tư cách là nhà vô địch V-League 1 2022, câu lạc bộ Hà Nội tiếp tục là đại diện của Việt Nam tham dự AFC Champions League 2023–24. Đội bóng đã thắng 2 trận (trong đó có 2 chiến thắng trước Vũ Hán Tam Trấn và Urawa Red Diamonds với cùng tỷ số 2–1), hoà 0 trận và thua 4 trận, do đó không thể tiến xa hơn tại giải đấu này.
Sau chuỗi trận bết bát của đội tuyển Việt Nam tại Asian Cup 2023 và vòng loại World Cup 2026, VFF đã quyết định sa thải huấn luyện viên Philippe Troussier và thay thế bằng Kim Sang-sik. Tại ASEAN Cup 2024, cùng với sự góp mặt và toả sáng của tiền đạo gốc Brazil Nguyễn Xuân Son và dàn cầu thủ giàu kinh nghiệm, tân chiến lược gia người Hàn Quốc đã dẫn dắt đội lên ngôi vô địch giải đấu sau khi thắng Thái Lan cả 2 lượt trận chung kết với tỷ số lần lượt là 2–1 ở lượt đi và 3–2 ở lượt về.

## Bóng đá nữ

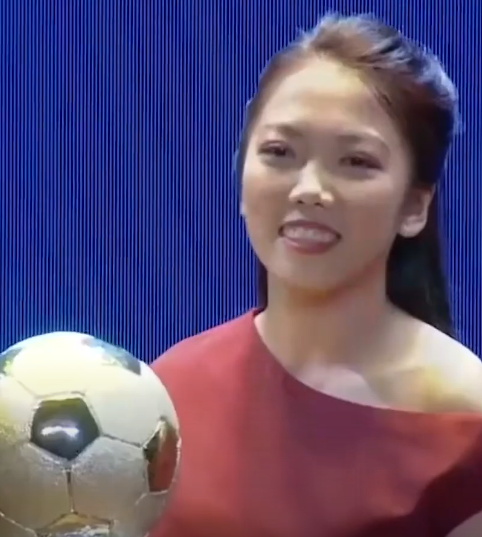
Huỳnh Như đoạt giải Quả bóng vàng Việt Nam dành cho cầu thủ nữ năm 2022. Cô hiện đang là cầu thủ ghi nhiều bàn thắng nhất cho đội tuyển nữ Việt Nam với 68 bàn thắng được ghi.

Sự xuất hiện của bóng đá nữ tại Việt Nam được đặt dấu mốc từ năm 1932 với việc thành lập đội bóng đá nữ Cái Vồn (Equipe Feminine de Cai-Von) - đội bóng đá nữ đầu tiên của Việt Nam và châu Á. Phan Khắc Sửu, một kỹ sư nông học, được sự đồng ý của Chính quyền Nam Kỳ và Tổng cục túc cầu đã đưa ra ý tưởng thành lập một đội bóng nữ và đã tập hợp được 30 nữ thanh niên gia nhập đội bóng, hầu hết đều xuất thân từ nghề làm nông. Thời điểm đó, việc vận động phụ nữ tham gia bóng đá là vô cùng khó khăn do những ràng buộc đạo đức phong kiến. Những cái tên nổi bật của đội Cái Vồn gồm có Mười Kén, Út Thôi, Hai Tỉnh, Ba Triệu, Út Lẹo..., trong đó xuất sắc nhất là trung phong người Pháp Marguerite, người sau đó được bầu làm đội trưởng.
Thời gian đầu, do chưa có các đối thủ đồng giới nên đội nữ Cái Vồn thường xuyên thi đấu với các đội bóng nam. Trận ra quân của đội gặp đội bóng đá nam trong làng Mỹ Thuận đã thu hút hàng ngàn người đến theo dõi; sân bóng (là một khu đất ruộng) đã không còn một chỗ trống. Sau trận đấu, Quận trưởng quận Trà Ôn đã xuống sân tặng 24 bộ đồng phục cầu thủ cùng 2.000 đồng tiền Đông Dương nhằm giúp đỡ đội phát triển mạnh hơn. Kể từ đó, đội được mời thi đấu ở hầu khắp các tỉnh miền Tây và có lúc lên đến Sài Gòn, tai những nơi có đội bóng đá nam thách đấu; số lượng người ủng hộ cho đội cũng mỗi lúc một tăng.
Sau thành công của đội bóng đầu tiên, một đội bóng nữ khác được thành lập ở Cần Thơ, lấy tên là đội Xóm Chài. Ngày 2 tháng 7 năm 1933 đánh dấu lần đầu tiên có một trận bóng giữa hai đội bóng đá nữ Cái Vồn và Xóm Chài. Vào ngày 30 tháng 7 năm 1933, đội nữ Cái Vồn đã cầm hòa 2–2 với đội nam Paul Bert (lúc đó là nhà vô địch giải hạng nhì ở Sài Gòn) trên sân Mayer và được coi là một kỳ tích. Sau đó, các nữ cầu thủ đã bắt đầu lập gia đình, và do không có lứa kế cận nên đến năm 1938 đội bóng chính thức tan rã. Cùng thời với đội nữ Cái Vồn còn có thêm đội Bà Trưng ở Rạch Giá - Long Xuyên rồi tiếp đến là các đội Huỳnh Ký, Thủ Dầu Một...
Một thời gian dài sau đó, bóng đá nữ Việt Nam gần như ngưng trệ và chỉ được khôi phục vào những năm 1984, trước tiên ở Thành phố Hồ Chí Minh. Nguyễn Quốc Hùng, lúc đó đang là chủ nhiệm Câu lạc bộ bóng đá Lam Sơn đã đi đến việc thành lập đội bóng đá nữ của quận 5, sau này trở thành Trưởng phòng Thể dục Thể thao của quận.. Đầu những năm 1990, đến lượt đội bóng đã nữ Quận 1 được sáng lập bởi Trần Thanh Ngữ, trưởng phòng Thể dục Thể thao Quận 1; sân vận động Tao Đàn trở thành đại bản doanh của đội.. Sau khi đội bóng đá nữ Quận 5 giải thể, các cầu thủ chủ chốt của đội bóng này đã về đầu quân cho đội bóng nữ của ông Trần Thanh Ngữ tại quận 1.
Cùng thời điểm ở miền Bắc, Giám đốc Sở Thể dục Thể thao Hà Nội khi ấy Hoàng Vĩnh Giang cũng đầu tư vào bóng đá nữ tại thủ đô và năm 1992, lứa bóng đá nữ đầu tiên của Hà Nội đã được tuyển chọn để thành lập một đội bóng mang tên Hoa Học Trò (đặt theo tên của tờ báo đã đứng ra bảo trợ cho đội). Năm 1991 ở Quảng Ninh, đội Than Cửa Ông được hình thành dưới sự dẫn dắt của cựu danh thủ Nguyễn Đình Hùng B. Thậm chí, phong trào bóng đá nữ ở Quảng Ninh còn phát triển mạnh khi hầu hết xí nghiệp than ở đây đều có đội bóng nữ thi đấu với nhau và đều ra đời cùng thời với đội Quận 1 (TP.HCM). Tháng 5 năm 1994, bên lề cuộc đua xe đạp kỷ niệm 40 năm chiến thắng Điện Biên, một giải đấu biểu diễn giữa ba đội bóng đá nữ Hoa Học Trò, Than Cửa Ông và Quận 1 đã được tổ chức và nhận được sự hưởng ứng nhiệt liệt từ người hâm mộ vùng Tây Bắc. Mô hình này sau đó cũng được áp dụng ở cuộc đua xe đạp "Về cội nguồn" năm 1995.
Năm 1997, đội tuyển bóng đá nữ Việt Nam được thành lập và ngay lập tức đã đoạt cúp vô địch ở giải đấu tiền SEA Games tại Malaysia. Tại SEA Games 19, đội tuyển nữ Việt Nam dưới sự dẫn dắt của huấn luyện viên trưởng Trần Thanh Ngữ đã giành được tấm huy chương đồng. Kể từ năm 2001, đội tuyển nữ đã 8 lần đoạt huy chương vàng SEA Games, với lần gần nhất tại SEA Games 32.
Tại Cúp bóng đá nữ châu Á 2022, Đội tuyển bóng đá nữ Việt Nam dừng chân tại tứ kết nhưng đã lần đầu tiên lọt vào vòng chung kết Giải vô địch bóng đá nữ thế giới 2023 với vị trí thứ nhất trong 3 đội thi đấu tại Vòng Play-off, trở thành đại diện thứ 3 của bóng đá Việt Nam tham dự vòng chung kết các giải đấu quốc tế của FIFA (sau đội tuyển U-20 Việt Nam và đội tuyển futsal Việt Nam), đội tuyển nữ cũng là đội tuyển bóng đá quốc gia sân 11 người đầu tiên tham dự một kỳ World Cup (không tính đội tuyển U-20 Việt Nam là đội tuyển của cấp độ trẻ) .
Giải bóng đá nữ vô địch quốc gia đầu tiên được tổ chức vào năm 1998 đã có 14 đội thi đấu vòng loại để chọn ra 7 đội vào vòng chung kết tổ chức tại Hà Nội và Hà Tây.

## Văn hóa bóng đá ở Việt Nam

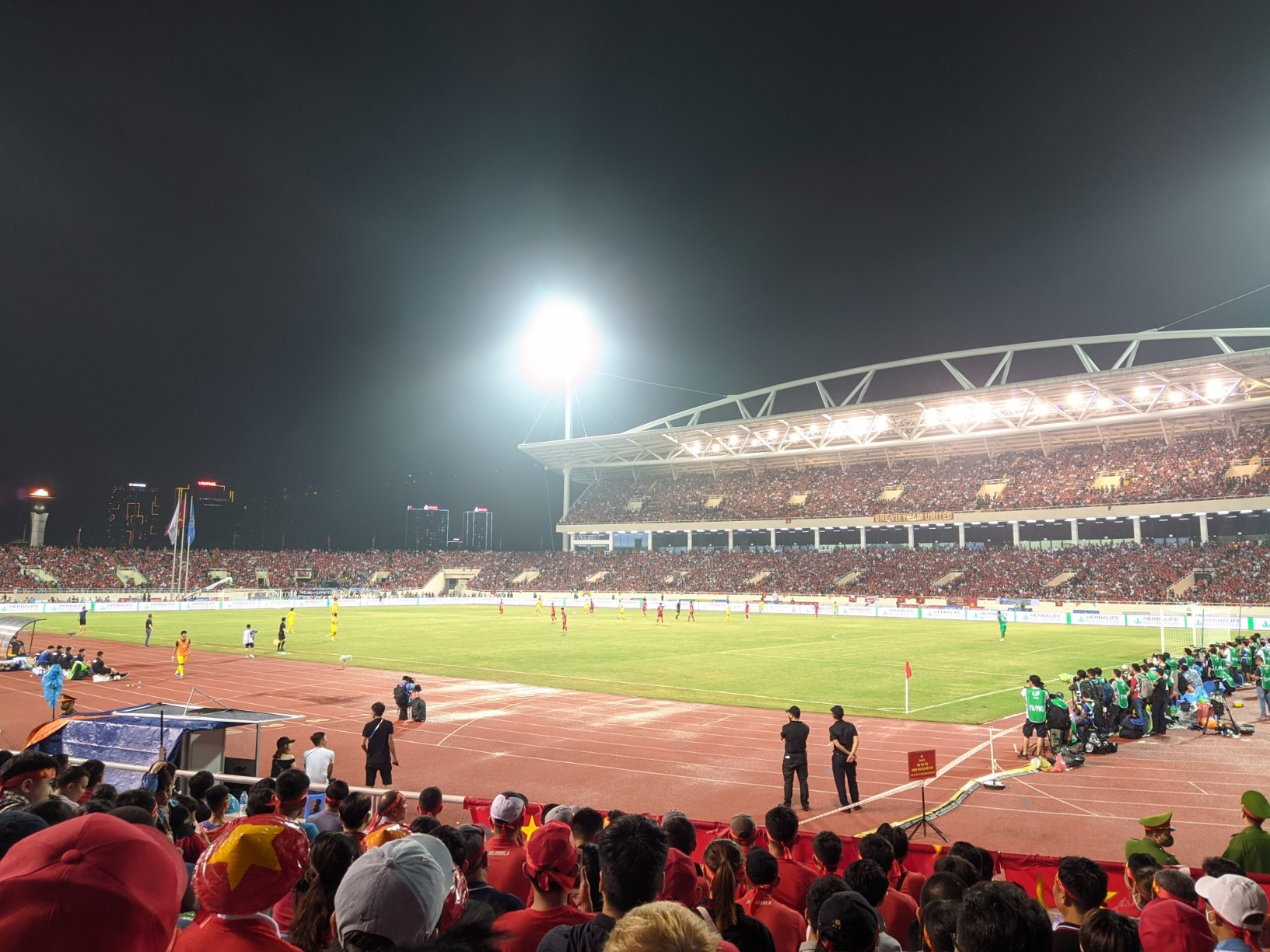
Các cổ động viên Việt Nam theo dõi trận chung kết bóng đá nam SEA Games 31 trên Sân vận động Quốc gia Mỹ Đình.

Người Việt Nam rất cuồng nhiệt với đội tuyển bóng đá của mình. Các cổ động viên của các đội tuyển Việt Nam, không phân biệt lứa tuổi, thường đến sân và cổ vũ cuồng nhiệt cho đội của đất nước. Việt Nam đã nhận được sự công nhận từ cổ động viên các quốc gia khác vì sự ủng hộ nhiệt tình cho đội tuyển.
Trái ngược với các đội tuyển quốc gia thì giải đấu quốc nội V.League 1 nhận được ít sự chú ý hơn, một phần vì giải đấu này có một số tranh cãi xoay quanh (công tác trọng tài, vấn đề một ông chủ nhiều đội bóng,..., mặc dù đã có cải thiện nhưng chưa đáng kể), đồng thời văn hoá xem bóng đá quốc nội của người hâm mộ chưa thật sự cao (tình trạng này cũng xảy ra ở một số quốc gia có nền bóng đá trung bình hoặc yếu). Tuy nhiên, ở các địa phương như Nam Định, Hải Phòng, Nghệ An,... lượng khán giả đến sân theo dõi thường rất đông.

## Lãnh đạo
Hiện nay, Liên đoàn bóng đá Việt Nam (VFF) là tổ chức quản lý và điều hành các hoạt động bóng đá tại Việt Nam. VFF là tiền thân của Hội bóng đá Việt Nam (VFA) được sáng lập năm 1960, hiện là thành viên của Liên đoàn bóng đá thế giới (FIFA), Liên đoàn bóng đá châu Á (AFC) và Liên đoàn bóng đá Đông Nam Á (AFF).
Ngoài VFF, Công ty Cổ phần Bóng đá chuyên nghiệp Việt Nam (VPF), thành lập năm 2011, là doanh nghiệp chuyên quản lý và điều hành các giải đấu bóng đá chuyên nghiệp tại Việt Nam bao gồm: Giải Vô địch Quốc gia (nam), Cúp Quốc gia (nam), Giải Hạng Nhất Quốc gia (nam).

## Đội tuyển quốc gia

### Nam
- Đội tuyển bóng đá quốc gia Việt Nam
- Đội tuyển bóng đá U-23 quốc gia Việt Nam
- Đội tuyển bóng đá U-22 quốc gia Việt Nam
- Đội tuyển bóng đá U-21 quốc gia Việt Nam
- Đội tuyển bóng đá U-19 quốc gia Việt Nam
- Đội tuyển bóng đá U-17 quốc gia Việt Nam
- Đội tuyển bóng đá U-14 quốc gia Việt Nam
- Đội tuyển bóng đá trong nhà quốc gia Việt Nam
- Đội tuyển bóng đá trong nhà U-20 quốc gia Việt Nam
- Đội tuyển bóng đá bãi biển quốc gia Việt Nam

### Nữ
- Đội tuyển bóng đá nữ quốc gia Việt Nam
- Đội tuyển bóng đá U-19 nữ quốc gia Việt Nam
- Đội tuyển bóng đá U-16 nữ quốc gia Việt Nam
- Đội tuyển bóng đá U-14 nữ quốc gia Việt Nam
- Đội tuyển bóng đá trong nhà nữ quốc gia Việt Nam

## Giải đấu quốc gia

### Nam
- Giải bóng đá Vô địch Quốc gia Việt Nam (V.League 1)
- Giải bóng đá hạng Nhất Quốc gia Việt Nam (V.League 2)
- Giải bóng đá hạng Nhì Quốc gia Việt Nam
- Giải bóng đá hạng Ba Quốc gia Việt Nam
- Giải bóng đá Vô địch U-21 Quốc gia Việt Nam
- Giải bóng đá Vô địch U-19 Quốc gia Việt Nam
- Giải bóng đá Vô địch U-17 Quốc gia Việt Nam
- Giải bóng đá Vô địch U-15 Quốc gia Việt Nam
- Giải bóng đá U-13 Quốc gia Việt Nam (Giải bóng đá thiếu niên toàn quốc)
- Giải bóng đá U-11 Quốc gia Việt Nam (Giải bóng đá nhi đồng toàn quốc)
- Giải bóng đá U-9 Quốc gia Việt Nam
- Giải bóng đá trong nhà Vô địch Quốc gia Việt Nam
- Giải bóng đá bãi biển Vô địch Quốc gia Việt Nam
- Giải bóng đá Cúp Quốc gia Việt Nam
- Siêu cúp bóng đá Việt Nam
- Giải bóng đá trong nhà Cúp quốc gia Việt Nam
- Giải bóng đá Thanh Niên sinh viên Việt Nam

### Nữ
- Giải bóng đá nữ Vô địch Quốc gia Việt Nam
- Giải bóng đá nữ Cúp Quốc gia Việt Nam
- Giải bóng đá nữ Vô địch U-19 Quốc gia Việt Nam
- Giải bóng đá nữ Vô địch U-16 Quốc gia Việt Nam
- Giải bóng đá trong nhà nữ Vô địch Quốc gia Việt Nam

## Cúp nội địa
- Giải bóng đá Cúp Quốc gia Việt Nam
- Siêu cúp bóng đá Việt Nam
- Giải bóng đá trong nhà Cúp Quốc gia Việt Nam
- Giải bóng đá trong nhà Thành phố Hồ Chí Minh mở rộng (Cúp LS)

## Giải đấu giao hữu quốc tế
- Cúp VFF
- Cúp VTV-T&T
- Cúp U-21 Báo Thanh niên
- Cúp U-19 Báo Thanh niên
- Cúp Thành phố Hồ Chí Minh
- Cúp BTV

## Cầu thủ xuất chúng
- Nguyễn Hồng Sơn
- Lê Huỳnh Đức
- Phạm Văn Quyến